# بامبروگ
بامبروگ (به لاتین: Bambrugge) یک منطقهٔ مسکونی در بلژیک است که در ارپ-مر واقع شده‌است. بامبروگ ۲٫۸۹ کیلومتر مربع مساحت و ۱٬۵۷۵ نفر جمعیت دارد و ۳۴ متر بالاتر از سطح دریا واقع شده‌است.